# Municipio de Keyser
El municipio de Keyser (en inglés: Keyser Township) es un municipio ubicado en el condado de DeKalb en el estado estadounidense de Indiana. En el año 2010 tenía una población de 7666 habitantes y una densidad poblacional de 123,24 personas por km².

## Geografía
El municipio de Keyser se encuentra ubicado en las coordenadas 41°21′6″N 85°8′24″O / 41.35167, -85.14000. Según la Oficina del Censo de los Estados Unidos, el municipio tiene una superficie total de 62.2 km², de la cual 62.06 km² corresponden a tierra firme y (0.22%) 0.14 km² es agua.

## Demografía
Según el censo de 2010, había 7666 personas residiendo en el municipio de Keyser. La densidad de población era de 123,24 hab./km². De los 7666 habitantes, el municipio de Keyser estaba compuesto por el 96.05% blancos, el 0.55% eran afroamericanos, el 0.37% eran amerindios, el 0.39% eran asiáticos, el 0.1% eran isleños del Pacífico, el 1.03% eran de otras razas y el 1.51% pertenecían a dos o más razas. Del total de la población el 3.25% eran hispanos o latinos de cualquier raza.